# Ficulle
Ficulle är en ort och kommun i provinsen Terni i regionen Umbrien i Italien. Kommunen hade 1 618 invånare (2018).